# Leopold Korbař
Leopold Korbař (7. června 1917 Vídeň – 2. září 1990 Praha) byl český swingový klavírista, aranžér a skladatel.

## Životopis
Narodil se ve Vídni. Jeho strýcem byl vídeňský operní klasik Robert Stolz. V roce 1921, když mu byly čtyři roky, se rodina přestěhovala z Vídně do Prahy. V Praze v roce 1936 maturoval na reálném gymnáziu, kde ve stejnou dobu studoval také Arnošt Kavka. Započatá vysokoškolská studia na právnické fakultě Univerzity Karlovy, po uzavření českých vysokých škol nacisty 17. listopadu 1939, už nikdy nedokončil.
Ještě v roce 1939, ve svých 22 letech, nastoupil jako klavírista a skladatel do orchestru Karla Vlacha a složil svůj první velký hit – trampskou píseň "Je na západ cesta dlouhá" otextovanou Jaroslavem Moravcem (1917–1954). V orchestru Karla Vlacha působil do roku 1943.
V roce 1940, ve svých 23 letech, zkomponoval píseň "Hm, hm", respektive "Hm, hm! Ach, ty jsi úžasná", otextovanou opět Jaroslavem Moravcem a byly pořízeny dva záznamy. Jeden jako swingové aranžmá v provedení orchestru Karla Vlacha, které nazpívali Arnošt Kavka a trio sester Allanových. Druhý jako pomalejší nahrávka nazpívaná Rudolfem Antonínem Dvorským za doprovodu svého orchestru R. A. Dvorského a tria sester Allanových. Píseň se rázem zpopularizovala po celé okupované (viz seznam okupací a okupovaných území) Evropě.
V roce 1941 byla uvedena v Německu pod názvem "Hm, hm – Du bist so zauberhaft" (anglicky Hm, hm – You are so enchanting), zaznamenala veliký úspěch a dochovala se řada nahrávek tehdejších interpretů:
- zpěv Rudi Schuricke, doprovod Hans Carste se svým orchestrem (1941)[6]
- zpěv Herta Berlo, doprovod Adolf Steimel se svým tanečním orchestrem (německy Tanz-Orchester) (1941)
- zpěv Horst Winter a dámské trio, doprovod Lutz Templin se svým tanečním orchestrem

Když byl na sklonku druhé světové války z rasových důvodů vězněn – internován v koncentračním táboře, notovali si již jeho píseň jak českoslovenští vězni, tak i němečtí dozorci.
Po válce – po roce 1945 působil jako klavírista v několika hudebních souborech. V letech 1951–1962 působil také v orchestru Ferdinanda Gottwalda v hotelu Alcron. Při tom v roce 1952 složil státní zkoušku z hudby.
V pozdějších poválečných letech (60. a 70. léta 20. stolení), 1964–1977, pracoval jako hudební redaktor nakladatelství Panton. V 80. letech se jeho skladby vysílaly omezeně. Důvodem bylo, že se autor mnoha textů jeho písní – Jaromír Hořec, stal nežádoucí osobou, personou non grata, pro komunistický režim. Na základě pokynů komunistické strany tak rozhlasové, televizní a nahrávací společnosti jeho skladby odmítaly.
Dožil se 73 let, zesnul 2. září 1990 v Praze.

## Filmografie
- 1940 Okénko do nebe, role:pianista, režie Zdeněk Gina Hašler